# Nomis (bướm đêm)
Nomis là một chi bướm đêm thuộc họ Crambidae.

## Các loài
- Nomis albopedalis Motschulsky, 1861
- Nomis baibarensis (Shibuya, 1928)
- Nomis brunnealis Munroe & Mutuura, 1968